# Morti il 29 marzo
| Questa pagina contiene informazioni ricavate automaticamente dalle voci biografiche con l'ausilio del template Bio e di un bot. L'aggiornamento è periodico e automatico e ricostruisce completamente la pagina. Se manca una persona in questa lista, sei pregato di non aggiungerla, ma accertati piuttosto che la sua voce biografica contenga il template Bio e che i dati anagrafici siano correttamente compilati. Se il template Bio manca, inseriscilo tu stesso o, in alternativa, metti l'avviso {{tmp\|Bio}} che ne segnala la mancanza. Se i dati riportati sono sbagliati, correggi direttamente la voce biografica; le modifiche saranno visibili in questa lista entro pochi giorni. Per chiarimenti vedi il progetto biografie. La lista contiene solo le 540 persone che sono citate nell'enciclopedia e per le quali è stato implementato correttamente il template Bio. Pagina aggiornata al 13 ago 2025. |

## I secolo a.C.(1)
- 87 a.C. - Han Wudi, imperatore cinese (n. 156 a.C.)

## I secolo(1)
- 57 - Liu Xiu, imperatore cinese (n. 5 a.C.)

## XI secolo(2)
- 1058 - Papa Stefano IX, papa, abate e cardinale tedesco
- 1075 - Ottocaro I di Stiria, nobile austriaco

## XII secolo(3)
- 1146 - Michele V di Alessandria, vescovo cristiano orientale egiziano
- 1182 - Algisio da Pirovano, arcivescovo cattolico italiano
- 1197 - Guglielmo Tempier, vescovo cattolico francese

## XIII secolo(2)
- 1235 - Maria di Svevia, principessa tedesca
- 1277 - Bertrand de Saint-Martin, cardinale, arcivescovo cattolico e monaco cristiano francese

## XIV secolo(3)
- 1327 - Giovanni IX di Alessandria, vescovo cristiano orientale egiziano
- 1345 - Ubertino da Carrara, politico e condottiero italiano
- 1368 - Go-Murakami, imperatore giapponese (n. 1328)

## XV secolo(4)
- 1416 - Eutimio II di Costantinopoli, arcivescovo ortodosso bizantino
- 1448 - Francesco di Biondo, vescovo cattolico italiano
- 1461 - Henry Percy, III conte di Northumberland, nobile britannico (n. 1421)
- 1467 - Matteo Paleologo Asen, nobile e generale bizantino

## XVI secolo(7)
- 1512 - Lucas Watzenrode, vescovo cattolico polacco (n. 1447)
- 1518 - Bandinello Sauli, cardinale e vescovo cattolico italiano (n. 1484)
- 1519 - Francesco II Gonzaga, nobile, condottiero e collezionista d'arte italiano (n. 1466)
- 1554 - Anne de Polignac, nobildonna francese (n. 1495)
- 1578 - Luigi di Guisa, cardinale francese (n. 1527)
- 1582 - Obata Masamori, militare giapponese (n. 1534)
- 1582 - Filippo de' Medici, principe italiano (n. 1577)

## XVII secolo(21)
- 1602 - Giovanni Antonio Summonte, storico, politico e mercante italiano
- 1606 - Bernardo Davanzati, economista e agronomo italiano (n. 1529)
- 1608 - Tsugaru Tamenobu, militare giapponese (n. 1550)
- 1612 - Stephanus Zamosius, umanista, storico e numismatico ungherese (n. 1570)
- 1618 - Bonaventura Secusio, patriarca cattolico italiano (n. 1558)
- 1623 - Scévole de Sainte-Marthe, poeta, umanista e politico francese (n. 1536)
- 1627 - Celso Cittadini, grammatico e filologo italiano (n. 1553)
- 1629 - Jacob de Gheyn, pittore e incisore olandese
- 1639 - Jan Wiggers, giurista e teologo belga (n. 1571)
- 1641 - George Manners, VII conte di Rutland, politico inglese (n. 1580)
- 1643 - Leonardo Duardo, religioso italiano (n. 1566)
- 1650 - Giovanni Antonio Colomba, artista e decoratore svizzero (n. 1585)
- 1650 - Cornelis Galle il Vecchio, incisore fiammingo (n. 1576)
- 1658 - Bertuccio Valier, politico e diplomatico italiano (n. 1596)
- 1659 - Juan Bautista de Lezana, religioso e teologo spagnolo (n. 1586)
- 1664 - Cornelio Malvasia, astronomo, nobile e militare italiano (n. 1603)
- 1668 - Luis de Guzmán Ponce de Leon, generale e politico spagnolo (n. 1605)
- 1682 - Roger Boyle, II conte di Orrery, politico irlandese (n. 1646)
- 1689 - Théophile Bonet, medico, anatomista e patologo svizzero (n. 1620)
- 1697 - Nicolaus Bruhns, compositore, organista e violinista tedesco (n. 1665)
- 1700 - Giovanni Lorenzo Lulier, compositore e musicista italiano

## XVIII secolo(22)
- 1703 - Giorgio Federico II di Brandeburgo-Ansbach, nobile (n. 1678)
- 1721 - Charles Vane, pirata inglese (n. 1680)
- 1743 - Teresa Benedetta di Baviera, tedesca (n. 1725)
- 1746 - Ignatius Kegler, gesuita, astronomo e missionario tedesco (n. 1680)
- 1746 - Matteo Ripa, missionario italiano (n. 1682)
- 1748 - Joseph Christophe, pittore, disegnatore e decoratore francese (n. 1662)
- 1758 - Giorgio Augusto di Erbach-Schönberg, nobile tedesco (n. 1691)
- 1759 - Pierre-Charles Le Mettay, pittore francese (n. 1726)
- 1772 - Emanuel Swedenborg, filosofo e mistico svedese (n. 1688)
- 1778 - Baltazar Adam Krčelić, giurista, storico e teologo croato (n. 1715)
- 1781 - Samuel Anton Bach, organista tedesco (n. 1713)
- 1786 - Andrea Benedetto Ganassoni, arcivescovo cattolico italiano (n. 1734)
- 1786 - Jean-Barthélemy Lany, ballerino e coreografo francese (n. 1718)
- 1788 - Charles Wesley, presbitero inglese (n. 1707)
- 1789 - Giovanni Corner, cardinale italiano (n. 1720)
- 1792 - Gustavo III di Svezia, re (n. 1746)
- 1794 - Nicolas de Condorcet, matematico, economista e filosofo francese (n. 1743)
- 1796 - François de Charette, generale e politico francese (n. 1763)
- 1796 - Girolamo Ortis, italiano (n. 1773)
- 1796 - Pavel Sergeevič Potëmkin, generale russo (n. 1743)
- 1799 - Charles Bingham, I conte di Lucan, politico irlandese (n. 1735)
- 1800 - Marc René de Montalembert, generale, architetto e scrittore francese (n. 1714)

## XIX secolo(76)
- 1803 - Gottfried van Swieten, nobile, librettista e mecenate olandese (n. 1733)
- 1804 - Ivan Chandoškin, violinista e compositore russo (n. 1747)
- 1804 - Johann Gottfried Schwanenberger, compositore tedesco (n. 1737)
- 1813 - Francesco Antonio Rusciani, militare italiano (n. 1771)
- 1814 - Michel-Honoré Bounieu, pittore e incisore francese (n. 1740)
- 1814 - Guillaume Emmanuel Guignard de Saint-Priest, generale russo (n. 1776)
- 1814 - Claude Michel, scultore francese (n. 1738)
- 1816 - Franz Ludwig von Cancrin, mineralogista, architetto e scienziato tedesco (n. 1738)
- 1816 - John Twiggs, generale statunitense (n. 1750)
- 1817 - Hugo Damian Erwein von Schönborn-Wiesentheid, nobile e politico tedesco (n. 1738)
- 1818 - Alexandre Sabes Pétion, militare e politico haitiano (n. 1770)
- 1821 - Teresa Ciceri Castiglioni, inventrice italiana (n. 1750)
- 1822 - Johann Wilhelm Hässler, compositore, organista e pianista tedesco (n. 1747)
- 1824 - Hans Nielsen Hauge, predicatore, scrittore e imprenditore norvegese (n. 1771)
- 1825 - Roberto Cofresí, pirata portoricano (n. 1791)
- 1825 - Return Jonathan Meigs, politico e militare statunitense (n. 1764)
- 1826 - Domenico Pino, generale italiano (n. 1760)
- 1826 - Johann Heinrich Voss, poeta e traduttore tedesco (n. 1751)
- 1828 - William Drummond di Logie Almond, diplomatico, politico e letterato britannico (n. 1770)
- 1831 - Gian Giacomo Trivulzio, VI marchese di Sesto Ulteriano, nobile, collezionista d'arte e politico italiano (n. 1774)
- 1832 - Maria Teresa d'Austria-Este, nobildonna (n. 1773)
- 1834 - John Campbell, I marchese di Breadalbane, nobile e militare scozzese (n. 1762)
- 1834 - Antonino Gentile, architetto italiano (n. 1790)
- 1838 - Carlo Lasinio, incisore e museologo italiano (n. 1759)
- 1839 - Leopold Graf von Rothkirch und Panthen, conte e generale austriaco (n. 1769)
- 1845 - Charles Marsham, II conte di Romney, nobile e politico inglese (n. 1777)
- 1846 - Giuseppe Pochettini di Serravalle, nobile italiano (n. 1778)
- 1847 - Micurà de Rü, presbitero e linguista austriaco (n. 1789)
- 1848 - John Jacob Astor I, imprenditore statunitense (n. 1763)
- 1848 - Hugo Staehle, compositore tedesco (n. 1826)
- 1849 - Ettore Perrone di San Martino, nobile, politico e generale italiano (n. 1789)
- 1855 - Henri Druey, avvocato, filosofo e politico svizzero (n. 1799)
- 1858 - Antoine Laurent Bayle, medico, psichiatra e neurologo francese (n. 1799)
- 1862 - Giuseppe Torquato Gargani, poeta e letterato italiano (n. 1834)
- 1862 - Mariano Gálvez, politico guatemalteco (n. 1790)
- 1865 - Giacomo Caneva, fotografo e pittore italiano (n. 1813)
- 1866 - Floris Adriaan van Hall, politico olandese (n. 1791)
- 1866 - John Keble, teologo, poeta e religioso inglese (n. 1792)
- 1869 - Francesco Longo, patriota e politico italiano (n. 1802)
- 1870 - Paul Émile Botta, archeologo e storico italiano (n. 1802)
- 1870 - John T. Graves, giurista e matematico irlandese (n. 1806)
- 1872 - Bartolomeo Campora, politico italiano (n. 1800)
- 1873 - Persida Nenadović, sovrana serba (n. 1813)
- 1873 - Francesco Zantedeschi, presbitero e fisico italiano (n. 1797)
- 1876 - Karl Ferdinand Ranke, filologo classico, grecista e biografo tedesco (n. 1802)
- 1876 - Giuseppe Segusini, architetto e urbanista italiano (n. 1801)
- 1877 - Alexander Carl Heinrich Braun, botanico tedesco (n. 1805)
- 1880 - Gabriello Carnazza Puglisi, giurista, patriota e politico italiano (n. 1809)
- 1881 - Giuseppe La Masa, patriota, politico e militare italiano (n. 1819)
- 1881 - Filippo Lamponi, prefetto italiano (n. 1827)
- 1881 - Carl Weyprecht, esploratore e scienziato austriaco (n. 1838)
- 1882 - Paul Acquel, pittore francese (n. 1825)
- 1882 - Primo Uccellini, storico e politico italiano (n. 1804)
- 1883 - György Majláth, nobile e politico ungherese (n. 1818)
- 1883 - Serafino Rafaele Minich, matematico e politico italiano (n. 1808)
- 1885 - Federico Moja, pittore italiano (n. 1802)
- 1886 - Gustavo Mazè de la Roche, generale e politico italiano (n. 1824)
- 1888 - Charles-Valentin Alkan, pianista e compositore francese (n. 1813)
- 1889 - William George Howard, VIII conte di Carlisle, pastore protestante inglese (n. 1808)
- 1889 - Fanny Targioni Tozzetti, nobildonna italiana (n. 1801)
- 1889 - Carlo Torre, prefetto e politico italiano (n. 1812)
- 1890 - Andreas Müller, pittore tedesco (n. 1811)
- 1890 - Ferdinando Petruccelli della Gattina, giornalista, scrittore e patriota italiano (n. 1815)
- 1891 - Carl Oesterley, pittore e storico dell'arte tedesco (n. 1805)
- 1891 - Georges Seurat, pittore francese (n. 1859)
- 1892 - William Bowman, chirurgo e anatomista britannico (n. 1816)
- 1892 - Joseph di Riquet de Caraman-Chimay, diplomatico e politico belga (n. 1836)
- 1892 - Paul von Roth, giurista tedesco (n. 1820)
- 1893 - Camille Ferri-Pisani, generale francese (n. 1819)
- 1893 - Giovanni Battista Gigliucci, politico italiano (n. 1815)
- 1895 - Pietro Doderlein, zoologo e geologo italiano (n. 1809)
- 1896 - Julien Belleville, inventore e imprenditore francese (n. 1823)
- 1896 - Leó Frankel, politico ungherese (n. 1844)
- 1896 - Joseph Späth, ginecologo austriaco (n. 1823)
- 1897 - Paolo Mencacci, giornalista, scrittore e attivista italiano (n. 1828)
- 1899 - William Nylander, botanico, micologo e entomologo finlandese (n. 1822)

## XX secolo(265)
- 1901 - Xavier Barbier de Montault, religioso, archeologo e storiografo francese (n. 1830)
- 1901 - Ulisse Cantagalli, pittore e ceramista italiano (n. 1839)
- 1902 - Luigi Galizzi, pittore italiano (n. 1838)
- 1903 - Gustavus Franklin Swift, imprenditore statunitense (n. 1839)
- 1904 - Alfred-Adolphe-Édouard Lepère, pittore e scultore francese (n. 1827)
- 1906 - Slava Raškaj, pittrice croata (n. 1877)
- 1906 - Ferdinando Siccardi, politico e imprenditore italiano (n. 1833)
- 1906 - Claudio Toscanini, patriota italiano (n. 1833)
- 1907 - Luigi Macchi, cardinale italiano (n. 1832)
- 1908 - Caroline Elizabeth Merrick, scrittrice statunitense (n. 1825)
- 1909 - Marco Boncompagni Ludovisi Ottoboni, politico italiano (n. 1832)
- 1910 - Thomas L. Rosser, generale statunitense (n. 1836)
- 1910 - George Turner, pittore inglese (n. 1841)
- 1910 - Eugène-Melchior de Vogüé, politico, critico letterario e slavista francese (n. 1848)
- 1911 - Alexandre Guilmant, compositore e organista francese (n. 1837)
- 1911 - Ram Singh di Dholpur, principe indiano (n. 1883)
- 1912 - Henry Robertson Bowers, esploratore e navigatore scozzese (n. 1883)
- 1912 - John Gerrard Keulemans, pittore e illustratore olandese (n. 1842)
- 1912 - Robert Falcon Scott, marinaio e esploratore britannico (n. 1868)
- 1912 - Edward Adrian Wilson, esploratore, medico e naturalista britannico (n. 1872)
- 1913 - Enrico XIV di Reuss-Gera, nobile tedesco (n. 1832)
- 1913 - Wilhelm Schuppe, filosofo tedesco (n. 1836)
- 1914 - Paolito Somazzi, architetto svizzero (n. 1873)
- 1915 - William Wallace Denslow, illustratore statunitense (n. 1856)
- 1916 - Vincenzo Franceschini, vescovo cattolico italiano (n. 1844)
- 1917 - Alister Kirby, canottiere britannico (n. 1886)
- 1917 - Vilis Olavs, politico lettone (n. 1867)
- 1917 - Maximilian von Prittwitz, generale tedesco (n. 1848)
- 1918 - Alfred Gaselee, generale britannico (n. 1844)
- 1919 - Otto Wünsche, militare tedesco (n. 1884)
- 1920 - Dmitrij Borisovič Golicyn, generale russo (n. 1851)
- 1921 - Levi Ankeny, politico statunitense (n. 1844)
- 1921 - John Burroughs, poeta e naturalista statunitense (n. 1837)
- 1921 - Dante Carnesecchi, anarchico italiano (n. 1892)
- 1921 - Cesare Laurenti, ingegnere italiano (n. 1865)
- 1922 - Salvatore Bella, vescovo cattolico italiano (n. 1862)
- 1922 - Achille Borella, politico e avvocato svizzero (n. 1845)
- 1922 - Vincenzo Edoardo Lojodice, avvocato e politico italiano (n. 1847)
- 1922 - Francisco Soca, medico e politico uruguaiano (n. 1856)
- 1923 - Giovanni Chiggiato, imprenditore e politico italiano (n. 1876)
- 1923 - Francesco Trinchera, politico, giornalista e giurista italiano (n. 1841)
- 1924 - Arthur Edward Aitken, generale britannico (n. 1861)
- 1924 - Charles Villiers Stanford, compositore e direttore d'orchestra irlandese (n. 1852)
- 1925 - Bajram Curri, politico albanese (n. 1862)
- 1927 - Luigi Luzzatti, giurista, economista e banchiere italiano (n. 1841)
- 1928 - Luigi Gramegna, scrittore italiano (n. 1846)
- 1929 - Michel Léonard Béguine, scultore francese (n. 1855)
- 1929 - Elena Caragiani-Stoienescu, aviatrice rumena (n. 1887)
- 1931 - Robert Buser, botanico svizzero (n. 1857)
- 1931 - Anna Nahowski, austriaca (n. 1859)
- 1931 - Raffaello Nasini, chimico italiano (n. 1854)
- 1932 - Filippo Turati, politico, giornalista e politologo italiano (n. 1857)
- 1934 - Isidor Fisch, imprenditore tedesco (n. 1905)
- 1934 - Francesco Ruffini, giurista, storico e politico italiano (n. 1863)
- 1935 - Ettore Carpi, calciatore italiano (n. 1913)
- 1935 - Clément Duval, anarchico e rivoluzionario francese (n. 1850)
- 1935 - Nikolaj Feofanovič Kaščenko, biologo sovietico (n. 1855)
- 1935 - Edward Albert Sharpey-Schäfer, fisiologo inglese (n. 1850)
- 1937 - Claude Holgate, lottatore statunitense (n. 1872)
- 1937 - Friedrich Lorentz, storico e linguista tedesco (n. 1870)
- 1937 - Ljudevit Pivko, insegnante, patriota e ufficiale sloveno (n. 1880)
- 1937 - Karol Szymanowski, compositore e pianista polacco (n. 1882)
- 1937 - Giuseppe Vandelli, filologo, italianista e critico letterario italiano (n. 1865)
- 1939 - Teresio Borsalino, imprenditore e politico italiano (n. 1867)
- 1939 - Mary Joseph Dempsey, religiosa e infermiera statunitense (n. 1856)
- 1939 - Ned Haig, rugbista a 15 scozzese (n. 1858)
- 1939 - Gerardo Machado, politico e generale cubano (n. 1871)
- 1940 - Aleksandr Sergeevič Obolenskij, aviatore e rugbista a 15 britannico (n. 1916)
- 1941 - Horace Barnet, calciatore inglese (n. 1856)
- 1941 - Domenico Bastianini, militare e marinaio italiano (n. 1900)
- 1941 - Carlo Cattaneo, ammiraglio italiano (n. 1883)
- 1941 - Luigi Corsi, marinaio e militare italiano (n. 1898)
- 1941 - Vittorio Giannattasio, militare e marinaio italiano (n. 1904)
- 1941 - Umberto Grosso, militare e marinaio italiano (n. 1890)
- 1941 - Giorgio Modugno, militare e marinaio italiano (n. 1911)
- 1941 - Martti Nieminen, lottatore finlandese (n. 1891)
- 1941 - Salvatore Toscano, militare e marinaio italiano (n. 1897)
- 1941 - Dino Zannoner, militare italiano (n. 1910)
- 1942 - Wolfgang Kusserow, tedesco (n. 1922)
- 1943 - Ermenegildo Pellegrinetti, cardinale e arcivescovo cattolico italiano (n. 1876)
- 1944 - Giovanni Bonet, militare e aviatore italiano (n. 1914)
- 1944 - Decio Filipponi, militare e partigiano italiano (n. 1921)
- 1944 - Romualdas Marcinkus, aviatore, calciatore e allenatore di calcio lituano (n. 1907)
- 1944 - Elio Morpurgo, politico italiano (n. 1858)
- 1945 - Ferenc Csik, nuotatore ungherese (n. 1913)
- 1945 - Mario Forlivesi, calciatore italiano (n. 1927)
- 1945 - Giuseppe Malagodi, sindacalista italiano (n. 1894)
- 1945 - Eileen O'Shaughnessy, inglese (n. 1905)
- 1945 - Sergio Oliaro, partigiano italiano (n. 1925)
- 1945 - Karl Sapper, esploratore, linguista e etnologo tedesco (n. 1866)
- 1945 - Jusztinián Serédi, cardinale e arcivescovo cattolico ungherese (n. 1884)
- 1945 - Gustav Willhaus, militare tedesco (n. 1910)
- 1945 - Yi Zuolin, linguista, educatore e filantropo cinese (n. 1897)
- 1946 - Erich Bessel-Hagen, matematico tedesco (n. 1898)
- 1946 - George Washington, inventore statunitense (n. 1871)
- 1947 - Annibale Berlingieri, nobile e politico italiano (n. 1874)
- 1947 - Georges Marquet, imprenditore e politico belga (n. 1866)
- 1947 - Hendrik van Gent, astronomo olandese (n. 1899)
- 1948 - Wilfred Noy, regista, attore e sceneggiatore britannico (n. 1883)
- 1948 - Harry Price, parapsicologo britannico (n. 1881)
- 1948 - Antonio Anastasio Rossi, patriarca cattolico italiano (n. 1864)
- 1949 - Nikolaj Fëdorovič Gamaleja, medico e scienziato russo (n. 1859)
- 1949 - Helen Homans, tennista statunitense (n. 1878)
- 1949 - Danilo Innocenti, astista italiano (n. 1904)
- 1949 - Jean Mamy, regista, montatore e scrittore francese (n. 1902)
- 1950 - Lucien-Victor Guirand de Scévola, pittore e disegnatore francese (n. 1871)
- 1950 - Richard Stribeck, ingegnere tedesco (n. 1861)
- 1951 - Luigi Cantù, ciclista su strada italiano (n. 1868)
- 1952 - Katherine Dreier, pittrice e mecenate statunitense (n. 1877)
- 1953 - Alessandro Abate, pittore italiano (n. 1867)
- 1954 - Dennis Fenton, tiratore a segno statunitense (n. 1888)
- 1955 - Einar Arnórsson, politico islandese (n. 1880)
- 1956 - Alfonso Cristiano di Borbone-Spagna, nobile (n. 1941)
- 1957 - Gino Capriolo, drammaturgo italiano (n. 1905)
- 1957 - Joyce Cary, scrittore irlandese (n. 1888)
- 1957 - Edmond Crahay, schermidore belga (n. 1883)
- 1957 - Naima Sahlbom, chimica svedese (n. 1871)
- 1958 - William Burrell, armatore e filantropo britannico (n. 1861)
- 1958 - Egidio Capra, calciatore e allenatore di calcio italiano (n. 1914)
- 1958 - John H. Flood Jr., scrittore statunitense (n. 1878)
- 1958 - Maksimilijan Mihelčić, calciatore jugoslavo (n. 1905)
- 1958 - Alessandro Verde, cardinale italiano (n. 1865)
- 1958 - Jane Wolfe, attrice statunitense (n. 1875)
- 1958 - Werner von der Schulenburg, scrittore tedesco (n. 1881)
- 1959 - Barthélemy Boganda, politico e presbitero centrafricano (n. 1910)
- 1959 - William Richardson, calciatore inglese (n. 1909)
- 1960 - Vsevolod Aksenov, attore sovietico (n. 1902)
- 1960 - Guglielmo Lazzarini, italiano (n. 1883)
- 1961 - Fritzi Ridgeway, attrice statunitense (n. 1898)
- 1961 - Armand Robin, scrittore, traduttore e critico letterario francese (n. 1912)
- 1962 - Anatolij Michajlovič Rybakov, regista cinematografico sovietico (n. 1919)
- 1962 - Giuseppe Viggiani, pittore, scrittore e traduttore italiano (n. 1892)
- 1963 - Antoine Balpêtré, attore francese (n. 1898)
- 1963 - Henry Bordeaux, scrittore e avvocato francese (n. 1870)
- 1963 - Carmine De Martino, politico, imprenditore e dirigente sportivo italiano (n. 1898)
- 1963 - Andreas Kempf, ginnasta e multiplista statunitense (n. 1881)
- 1963 - August Rei, politico, giornalista e diplomatico estone (n. 1886)
- 1964 - Sofia Carlotta di Oldenburg, nobile tedesca (n. 1879)
- 1965 - Gösta Adrian-Nilsson, pittore svedese (n. 1884)
- 1965 - Zlatko Baloković, violinista croato (n. 1895)
- 1965 - Eric Brook, calciatore inglese (n. 1907)
- 1965 - Anna Maria Ciccone, matematica e fisica italiana (n. 1891)
- 1965 - Heinrich Schomburgk, tennista tedesco (n. 1885)
- 1965 - Wilhelm Worringer, storico dell'arte tedesco (n. 1881)
- 1966 - Stylianos Gonatas, generale e politico greco (n. 1876)
- 1967 - Domenico Piccoli, aviatore italiano (n. 1882)
- 1967 - Giuseppe Pizzigoni, architetto italiano (n. 1901)
- 1967 - Fritz Schäffer, politico tedesco (n. 1888)
- 1968 - Giacomo Camillo De Carlo, ufficiale, aviatore e diplomatico italiano (n. 1892)
- 1968 - Ettore Foschini, scacchista e compositore di scacchi italiano (n. 1899)
- 1968 - Alfredo Grandi, pittore italiano (n. 1888)
- 1968 - Hjalmar Petersen, politico statunitense (n. 1890)
- 1969 - Cesare Pettorelli Lalatta Finzi, generale e agente segreto italiano (n. 1884)
- 1970 - Vera Brittain, scrittrice, pacifista e giornalista britannica (n. 1893)
- 1970 - Lev Vladimirovič Kulešov, regista sovietico (n. 1899)
- 1970 - Anna Louise Strong, giornalista e scrittrice statunitense (n. 1885)
- 1971 - Luigi Pirotta, educatore italiano (n. 1900)
- 1971 - Hermann zu Leiningen, pilota automobilistico tedesco (n. 1901)
- 1972 - Antonio Bevilacqua, ciclista su strada e pistard italiano (n. 1918)
- 1972 - Carlo Ludovico Bompiani, pittore italiano (n. 1902)
- 1972 - Ludvig Dam, nuotatore danese (n. 1884)
- 1972 - Hal Roach Jr., regista e produttore cinematografico statunitense (n. 1918)
- 1973 - Adolfo Zumelzú, calciatore argentino (n. 1902)
- 1974 - Andrea Checchi, attore italiano (n. 1916)
- 1974 - Teddy Yarosz, pugile statunitense (n. 1910)
- 1975 - Raoul Årmann, schermidore svedese (n. 1895)
- 1975 - Tommy Green, marciatore britannico (n. 1894)
- 1975 - Antonio Guariento, politico italiano (n. 1896)
- 1975 - Guido Pera, calciatore italiano (n. 1891)
- 1975 - Virginio Rosetta, calciatore e allenatore di calcio italiano (n. 1902)
- 1976 - Filippo Aliquò Taverriti, giornalista, storico e lessicografo italiano (n. 1902)
- 1977 - Rolando Bugatti, imprenditore italiano (n. 1922)
- 1977 - Georgij de Morenšil'd, geologo russo (n. 1911)
- 1977 - Charles Nicoletti, mafioso statunitense (n. 1916)
- 1977 - August Wittmann, generale tedesco (n. 1895)
- 1977 - Eugen Wüster, esperantista e linguista austriaco (n. 1898)
- 1979 - Henri Anspach, schermidore belga (n. 1882)
- 1979 - Yahya Petra di Kelantan, sovrano malese (n. 1917)
- 1980 - William Gemmell Cochran, statistico britannico (n. 1909)
- 1980 - Lev Gillet, religioso, filosofo e storico francese (n. 1893)
- 1980 - Vicente López Carril, ciclista su strada spagnolo (n. 1942)
- 1980 - Annunzio Paolo Mantovani, direttore d'orchestra e arrangiatore italiano (n. 1905)
- 1980 - Ildo Meneghetti, politico e ingegnere brasiliano (n. 1895)
- 1981 - Gunnar Gabrielsson, tiratore a segno svedese (n. 1891)
- 1981 - David Prophet, pilota automobilistico britannico (n. 1937)
- 1981 - Nikolaj Smaga, marciatore sovietico (n. 1938)
- 1981 - Eric Williams, politico, storico e economista trinidadiano (n. 1911)
- 1982 - Rudy Bond, attore statunitense (n. 1912)
- 1982 - Helene Deutsch, psicoanalista austriaca (n. 1884)
- 1982 - Walter Hallstein, politico tedesco (n. 1901)
- 1982 - Hector Heusghem, ciclista su strada belga (n. 1890)
- 1982 - Frederick George Mann, chimico britannico (n. 1897)
- 1982 - Carl Orff, compositore tedesco (n. 1895)
- 1983 - Alfred Andriola, fumettista statunitense (n. 1912)
- 1983 - Tommy Graham, calciatore inglese (n. 1905)
- 1983 - Maurice George Kendall, statistico inglese (n. 1907)
- 1984 - Benedetto Mazzacurati, violoncellista e compositore italiano (n. 1898)
- 1985 - Roald Amundsen, calciatore norvegese (n. 1913)
- 1985 - Sœur Sourire, religiosa e cantante belga (n. 1933)
- 1986 - Jessie Cross, velocista statunitense (n. 1909)
- 1986 - Claudio Truffi, sindacalista e funzionario italiano (n. 1922)
- 1987 - Mario Formenton, dirigente d'azienda e editore italiano (n. 1928)
- 1987 - József Kovács, mezzofondista ungherese (n. 1926)
- 1987 - Mario Montesanto, calciatore e allenatore di calcio italiano (n. 1909)
- 1988 - Arkadij Bočkarëv, cestista sovietico (n. 1931)
- 1988 - Jacques Santi, attore francese (n. 1939)
- 1988 - Dulcie September, attivista sudafricana (n. 1935)
- 1989 - Bernard Blier, attore francese (n. 1916)
- 1989 - Ferdinand Brickwedde, fisico statunitense (n. 1903)
- 1989 - Fernand Gambiez, generale e storico francese (n. 1903)
- 1989 - Aljaksandr Prakapenka, calciatore sovietico (n. 1953)
- 1990 - Adoor Bhasi, attore indiano (n. 1927)
- 1990 - Severino Delogu, medico, divulgatore scientifico e saggista italiano (n. 1925)
- 1990 - Tobias Dohrn, archeologo e etruscologo tedesco (n. 1910)
- 1990 - Armando Silvestri, scrittore di fantascienza e giornalista italiano (n. 1909)
- 1990 - Archie Strimel, calciatore statunitense (n. 1918)
- 1991 - Lee Atwater, politico statunitense (n. 1951)
- 1991 - Guy Bourdin, fotografo francese (n. 1928)
- 1991 - Hans Stark, militare tedesco (n. 1921)
- 1992 - Guido Bustelli, politico e militare svizzero (n. 1905)
- 1992 - Eberhard Waechter, baritono austriaco (n. 1929)
- 1992 - Ercole Foschini, calciatore italiano (n. 1905)
- 1992 - William L. Hendricks, militare e produttore cinematografico statunitense (n. 1904)
- 1992 - Paul Henreid, attore austriaco (n. 1908)
- 1992 - George Musey, vescovo cattolico statunitense (n. 1928)
- 1992 - John Spencer, VIII conte Spencer, nobile britannico (n. 1924)
- 1993 - Oscar Carboni, cantante italiano (n. 1914)
- 1993 - Anton Krenn, calciatore austriaco (n. 1911)
- 1993 - Fritzleo Lentzen-Deis, gesuita tedesco (n. 1928)
- 1993 - Štefan Uher, regista slovacco (n. 1930)
- 1994 - Annibale Arces, pittore italiano (n. 1912)
- 1994 - Paul Grimault, animatore francese (n. 1905)
- 1994 - Charles Oser, politico svizzero (n. 1902)
- 1994 - Bill Travers, attore britannico (n. 1922)
- 1994 - Georges Vallet, archeologo e storico francese (n. 1922)
- 1995 - Cesare Boschin, presbitero italiano (n. 1914)
- 1995 - Luca Flores, pianista e compositore italiano (n. 1956)
- 1995 - Edoardo Galimberti, calciatore italiano (n. 1915)
- 1995 - Antony Hamilton, attore e ballerino britannico (n. 1952)
- 1995 - Jimmy McShane, cantautore e ballerino britannico (n. 1957)
- 1995 - Franco Munari, filologo classico e traduttore italiano (n. 1920)
- 1995 - Özer Salnur, cestista turco (n. 1934)
- 1995 - Pops Yoshimura, imprenditore giapponese (n. 1922)
- 1996 - Bill Goldsworthy, hockeista su ghiaccio e allenatore di hockey su ghiaccio canadese (n. 1944)
- 1996 - Liborio Guccione, scrittore italiano (n. 1922)
- 1996 - Asylbek Momunov, calciatore sovietico (n. 1966)
- 1996 - Giuseppe Speciale, politico italiano (n. 1919)
- 1997 - Jozef Bielek, calciatore slovacco (n. 1919)
- 1997 - Hans-Walter Eigenbrodt, calciatore tedesco (n. 1935)
- 1997 - Aleksandr Ivanovič Ivanov, calciatore sovietico (n. 1928)
- 1997 - Mario Mariotti, artista italiano (n. 1936)
- 1997 - Guido Morpurgo-Tagliabue, filosofo e critico letterario italiano (n. 1907)
- 1997 - Nicola Pasetto, politico italiano (n. 1961)
- 1997 - Hans Quest, attore e regista tedesco (n. 1915)
- 1997 - Anthony Roberts, cestista statunitense (n. 1955)
- 1997 - Roger Rocher, imprenditore e dirigente sportivo francese (n. 1920)
- 1998 - Richard Bellamy, gallerista e mercante d'arte statunitense (n. 1927)
- 1998 - Giuliano Biagetti, regista e sceneggiatore italiano (n. 1925)
- 1998 - Kvitka Cisyk, cantante statunitense (n. 1953)
- 1998 - Eugene Walter, attore e scrittore statunitense (n. 1921)
- 1999 - Bernardino Giuliana, poeta italiano (n. 1935)
- 1999 - Gyula Zsengellér, calciatore e allenatore di calcio ungherese (n. 1915)
- 1999 - Boris Kordemskij, matematico e educatore russo (n. 1907)
- 1999 - Joe Williams, cantante statunitense (n. 1918)
- 2000 - Anna Sokolow, ballerina e coreografa statunitense (n. 1910)

## XXI secolo(133)
- 2001 - Edward Frederick Anderson, botanico statunitense (n. 1932)
- 2001 - George Connor, pilota automobilistico statunitense (n. 1908)
- 2001 - Helge Ingstad, esploratore, avvocato e politico norvegese (n. 1899)
- 2001 - Aleksandr Nikolaevič Kibizov, militare sovietico (n. 1912)
- 2001 - John Lewis, pianista statunitense (n. 1920)
- 2001 - Angiola Massucco Costa, psicologa e politica italiana (n. 1902)
- 2001 - Guido Davide Neri, filosofo italiano (n. 1935)
- 2001 - Paul Uellendahl, pallanuotista tedesco (n. 1919)
- 2001 - Kōji Yamamoto, cestista giapponese (n. 1952)
- 2002 - Lorenzo Guerrini, scultore italiano (n. 1914)
- 2002 - Eberhard Mehl, schermidore tedesco (n. 1935)
- 2003 - Keinosuke Enoeda, karateka e maestro di karate giapponese (n. 1935)
- 2003 - Kurt Gimmi, ciclista su strada e pistard svizzero (n. 1936)
- 2003 - Tadao Horie, calciatore giapponese (n. 1913)
- 2003 - Vladimir Karpovič Pikalov, generale sovietico (n. 1924)
- 2003 - Carl Ridd, cestista canadese (n. 1929)
- 2003 - Decio Scardaccione, economista e politico italiano (n. 1917)
- 2003 - Carlo Urbani, medico e microbiologo italiano (n. 1956)
- 2004 - Simone Renant, attrice francese (n. 1911)
- 2004 - Rudi Thomsen, storico e numismatico danese (n. 1918)
- 2005 - Mario Bertuzzi, calciatore e allenatore di calcio italiano (n. 1918)
- 2005 - Howell Heflin, politico statunitense (n. 1921)
- 2006 - Don Alias, percussionista e batterista statunitense (n. 1939)
- 2006 - Henry Farrell, scrittore e sceneggiatore statunitense (n. 1920)
- 2006 - Federico Incardona, compositore italiano (n. 1958)
- 2006 - Gilles Martinet, giornalista, partigiano e politico francese (n. 1916)
- 2006 - Gretchen Rau, scenografa statunitense (n. 1939)
- 2006 - Bob Veith, pilota automobilistico statunitense (n. 1924)
- 2007 - André Damseaux, politico belga (n. 1937)
- 2007 - Margarete Hannsmann, poetessa e scrittrice tedesca (n. 1921)
- 2007 - Juan Joya, calciatore peruviano (n. 1934)
- 2007 - Calvin Lockhart, attore bahamense (n. 1934)
- 2007 - Tosiwo Nakayama, politico micronesiano (n. 1931)
- 2007 - Leonardo Viti, fantino italiano (n. 1942)
- 2008 - Albert Alcalay, pittore e insegnante jugoslavo (n. 1917)
- 2008 - Rajko Mitić, calciatore e allenatore di calcio jugoslavo (n. 1922)
- 2008 - Dimitri Nicolau, compositore, pittore e librettista italiano (n. 1946)
- 2008 - Adelmo Ponzoni, calciatore italiano (n. 1932)
- 2009 - Vladimir Fedotov, allenatore di calcio e calciatore sovietico (n. 1943)
- 2009 - Andy Hallett, cantante e attore statunitense (n. 1975)
- 2009 - John H. Holm, fumettista statunitense (n. 1922)
- 2009 - Helen Levitt, fotografa e regista statunitense (n. 1913)
- 2010 - Alan Isler, scrittore statunitense (n. 1934)
- 2010 - Jenne Langhout, hockeista su prato olandese (n. 1918)
- 2010 - Sam Menning, attore e fotografo statunitense (n. 1925)
- 2010 - Armando Nogueira, giornalista brasiliano (n. 1927)
- 2010 - Hilde Purwin, agente segreta e giornalista tedesca (n. 1919)
- 2011 - José Alencar, politico brasiliano (n. 1931)
- 2011 - Bob Benny, cantante e attore televisivo belga (n. 1926)
- 2011 - Giuseppe D'Agata, scrittore, sceneggiatore e partigiano italiano (n. 1927)
- 2011 - Antonio Laforgia, politico italiano (n. 1927)
- 2011 - Robert Tear, tenore, direttore d'orchestra e insegnante gallese (n. 1939)
- 2011 - Aarne Vehkonen, sollevatore finlandese (n. 1927)
- 2012 - Luke Askew, attore statunitense (n. 1932)
- 2012 - Jacques Carelman, illustratore, pittore e designer francese (n. 1929)
- 2012 - Olimpia Cavalli, attrice italiana (n. 1930)
- 2012 - Juan Echecopar, calciatore argentino (n. 1946)
- 2012 - Andrea Frezza, regista, sceneggiatore e scrittore italiano (n. 1937)
- 2012 - Csilla Nagy, cestista ungherese (n. 1953)
- 2012 - Rinaldo Seri, calciatore italiano (n. 1928)
- 2012 - Giombattista Xiumè, politico e medico italiano (n. 1923)
- 2013 - Alessandro D'Eva, direttore della fotografia italiano (n. 1927)
- 2013 - Michele Guanti, politico italiano (n. 1915)
- 2013 - Sheila Holzworth, sciatrice alpina statunitense (n. 1961)
- 2013 - Enzo Jannacci, cantautore, cabarettista e pianista italiano (n. 1935)
- 2013 - Giovanni Perich, poeta e scrittore italiano (n. 1941)
- 2014 - Lelio Antoniotti, calciatore italiano (n. 1928)
- 2014 - Eugene Albert Harlan, astronomo statunitense (n. 1921)
- 2014 - Marc Platt, ballerino, coreografo e attore statunitense (n. 1913)
- 2014 - Nanni Tamma, attore italiano (n. 1924)
- 2014 - Marie Toomey, tennista australiana (n. 1923)
- 2014 - Birgitta Valberg, attrice svedese (n. 1916)
- 2015 - Juan Carlos Maccarone, vescovo cattolico argentino (n. 1940)
- 2015 - Angelo Rizzo, regista, sceneggiatore e giornalista italiano (n. 1959)
- 2016 - Albert K. Bender, giornalista e scrittore statunitense (n. 1921)
- 2016 - Maxime Camara, politico e calciatore guineano (n. 1945)
- 2016 - Frank De Felitta, scrittore e regista statunitense (n. 1921)
- 2016 - Patty Duke, attrice statunitense (n. 1946)
- 2016 - Giorgio Moschetti, politico italiano (n. 1946)
- 2017 - Aleksej Alekseevič Abrikosov, fisico russo (n. 1928)
- 2017 - Mario D'Addio, politologo e politico italiano (n. 1923)
- 2017 - Luchino Dal Verme, militare e partigiano italiano (n. 1913)
- 2017 - Battista Mismetti, fondista e biatleta italiano (n. 1925)
- 2018 - Corrado Dal Fabbro, bobbista e dirigente sportivo italiano (n. 1945)
- 2018 - William Gladstone, VII baronetto, militare e insegnante britannico (n. 1925)
- 2018 - Emiliano Mondonico, calciatore e allenatore di calcio italiano (n. 1947)
- 2019 - Ayhan Ergürsel, montatore turco (n. 1961)
- 2019 - Harry Kesten, matematico statunitense (n. 1931)
- 2019 - Shane Rimmer, attore canadese (n. 1929)
- 2019 - Michele Russo, vescovo cattolico e missionario italiano (n. 1945)
- 2019 - Dieter Schlesak, poeta, scrittore e insegnante rumeno (n. 1934)
- 2019 - Renzo Tortelli, fotografo italiano (n. 1926)
- 2019 - Agnès Varda, regista, sceneggiatrice e fotografa belga (n. 1928)
- 2020 - Philip Warren Anderson, fisico statunitense (n. 1923)
- 2020 - Attilio Bignasca, imprenditore e politico svizzero (n. 1943)
- 2020 - José Luis Capón, calciatore spagnolo (n. 1948)
- 2020 - Patrick Devedjian, avvocato e politico francese (n. 1944)
- 2020 - Joe Diffie, cantante statunitense (n. 1958)
- 2020 - Györgyi Hegedűs, cestista ungherese (n. 1938)
- 2020 - Paolo Paoletti, rugbista a 15, arbitro di rugby a 15 e attore teatrale italiano (n. 1952)
- 2020 - Krzysztof Penderecki, compositore e direttore d'orchestra polacco (n. 1933)
- 2020 - Arnau Puig i Grau, critico d'arte e sociologo spagnolo (n. 1926)
- 2020 - Ken Shimura, comico, attore e cantante giapponese (n. 1950)
- 2021 - Carlos Busqued, scrittore argentino (n. 1970)
- 2021 - Gianluigi Colalucci, restauratore italiano (n. 1929)
- 2021 - Saverio De Michele, imprenditore e politico italiano (n. 1923)
- 2021 - José De Lizaso, cestista argentino (n. 1946)
- 2021 - Bashkim Fino, politico albanese (n. 1962)
- 2021 - Bibian Mentel, snowboarder olandese (n. 1972)
- 2021 - Robert Opron, designer francese (n. 1932)
- 2021 - Edo Rossi, politico e sindacalista italiano (n. 1951)
- 2021 - Soraya Begliomini Brandão, cestista brasiliana (n. 1957)
- 2022 - Francesco Barra, politico italiano (n. 1949)
- 2022 - Paul Benioff, fisico statunitense (n. 1930)
- 2022 - Prema Gopalan, attivista indiana
- 2022 - Paul Herman, attore statunitense (n. 1946)
- 2022 - Milonja Kaličanin, calciatore jugoslavo (n. 1938)
- 2022 - Sauro Scavolini, regista e sceneggiatore italiano (n. 1934)
- 2022 - Zigmunds Skujiņš, scrittore lettone (n. 1926)
- 2022 - Alan Wooler, calciatore inglese (n. 1953)
- 2023 - Helen Barolini, scrittrice, traduttrice e saggista statunitense (n. 1925)
- 2024 - Gerry Conway, batterista britannico (n. 1947)
- 2024 - Simeone Di Cagno Abbrescia, politico e imprenditore italiano (n. 1944)
- 2024 - Louis Gossett Jr., attore statunitense (n. 1936)
- 2024 - Trevor Griffiths, drammaturgo e sceneggiatore britannico (n. 1935)
- 2024 - Péter Juhász, calciatore ungherese (n. 1948)
- 2024 - Chance Perdomo, attore statunitense (n. 1996)
- 2024 - Amedeo Quondam, storico della letteratura, italianista e saggista italiano (n. 1943)
- 2024 - Marian Zazeela, artista, musicista e coreografa statunitense (n. 1940)
- 2025 - Ken Bruen, scrittore irlandese (n. 1951)
- 2025 - Richard Chamberlain, attore e cantante statunitense (n. 1934)
- 2025 - Gerd Poppe, politico tedesco (n. 1941)
- 2025 - Ángel del Pozo, attore, sceneggiatore e regista spagnolo (n. 1934)